# اشچیانکا، شهرستان پرازاسنیسز
اشچیانکا، شهرستان پرازاسنیسز (به لاتین: Trzcianka, Przasnysz County) یک منطقهٔ مسکونی در لهستان است که در Gmina Przasnysz واقع شده‌است.